# Новак Кондић
Новак Кондић (Бања Лука, 20. јун 1952 – 22. јул 2025) био је српски универзитетски професор, доктор економских наука и политичар. Бивши је генерални секретар Савеза рачуновођа и ревизора Републике Српске. Бивши је декан Економског факултета Универзитета у Бањој Луци. 

## Биографија
Новак Кондић је рођен 20. јуна 1952. године у Бањој Луци, ФНРЈ. Био је министар финансија Републике Српске од 1995. до 2000. године и гувернер Међународног монетарног фонда у име Босне и Херцеговине од 1996. до 2000. године. Од 23. маја 2006. био је декан Економског факултета у Бањој Луци.
Преминуо је 22. јула 2025. Сахрањен је 25. јула 2025. на Пердувовом гробљу у Бањалуци. Био је ожењен и отац два сина.